# Harris M. Plaisted

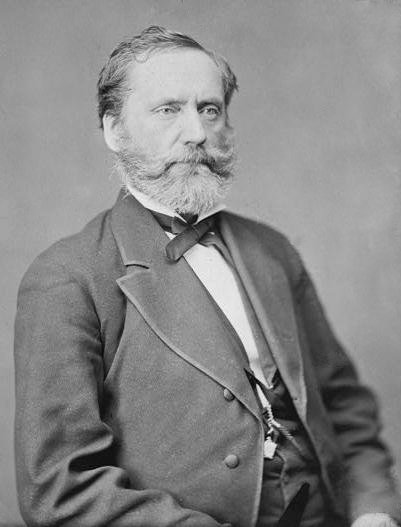
Harris Plaisted

Harris Merrill Plaisted (* 2. November 1828 in Jefferson, Coos County, New Hampshire; † 30. Januar 1898 in Bangor, Maine) war ein US-amerikanischer Politiker und von 1881 bis 1883 Gouverneur des Bundesstaates Maine.

## Frühe Jahre
Plaisted besuchte bis 1853 das Waterville College. Danach studierte er an der Albany Law School Jura. Nach seinem Examen und seiner 1856 erfolgten Zulassung als Rechtsanwalt begann er in Bangor in seinem neuen Beruf zu praktizieren. Während des Bürgerkrieges diente er in der Unionsarmee und brachte es dort bis zum Generalmajor. In den Jahren 1867 und 1868 war Plaisted Abgeordneter im Repräsentantenhaus von Maine. Zu diesem Zeitpunkt war er noch Mitglied der Republikanischen Partei, deren Bundesparteitag er 1876 als Delegierter besuchte. Zwischen 1873 und 1875 war er Attorney General von Maine, von 1875 bis 1877 vertrat er seinen Staat im US-Repräsentantenhaus. Im Jahr 1879 überwarf er sich mit der Republikanischen Partei und trat zu den Demokraten über. 1880 wurde er als deren Kandidat zum Gouverneur gewählt.

## Gouverneur von Maine
Plaisted trat seine zweijährige Amtszeit am 13. Januar 1881 an. Diese war überschattet von dem Konflikt zwischen ihm und der republikanischen Mehrheit im Parlament, die alle seine Ernennungen anfocht und ihm das Regieren erschwerte. Im Jahr 1882 scheiterte sein Versuch der Wiederwahl; daher musste er am 13. Januar 1883 sein Amt aufgeben. Nach dem Ende seiner Amtszeit zog sich Plaisted aus der Politik zurück und widmete sich dem Pressewesen. Zwischen 1884 und 1898 war er Herausgeber der Zeitung „New Age“, die in Augusta erschien. Harris Plaisted verstarb am 30. Januar 1898 und wurde in Bangor beigesetzt. Er war zweimal verheiratet und hatte insgesamt vier Kinder. Sein Sohn Frederick war von 1911 bis 1913 ebenfalls Gouverneur von Maine.